# Eduard von Winterstein
Eduard von Winterstein, egentligen Eduard Clemens Franz Freiherr von Wangenheim-Winterstein, född 1 augusti 1871 i Wien, Österrike, död 22 juli 1961 i Berlin, Tyskland var en skådespelare. Från 1910-talet fram till 1960 medverkade han i långt över 200 tyska filmer. Han var far till skådespelaren Gustav von Wangenheim, och liksom denne valde han efter andra världskriget att bo och verka i Östtyskland.

## Filmografi i urval
- 1919 - Madame DuBarry
- 1921 - Hamlet
- 1921 - Danton
- 1922 - Der falsche Dimitri
- 1922 - Den brinnande åkern
- 1930 – Blå ängeln
- 1936 - Martha
- 1939 – Befriade händer
- 1942 – Andreas Schlüter
- 1942 – Rembrandt – målaren och hans modeller
- 1943 – Det gudomliga lättsinnet
- 1943 – Münchhausen
- 1951 – Undersåten
- 1958 - Das Lied der Matrosen